# Four by The Beatles
Four by The Beatles är den andra amerikanska EP-skivan av den brittiska rockgruppen The Beatles, utgiven den 11 maj 1964 på Capitol Records. Alla sånger kommer från gruppens andra studioalbum With the Beatles, förutom "This Boy" som ursprungligen släpptes som B-sida till singeln "I Want to Hold Your Hand".

## Låtlista
| 1. | "Roll Over Beethoven" | Chuck Berry                 | George Harrison | 2:44 |
| 2. | "All My Loving"       | John Lennon, Paul McCartney | Paul McCartney  | 2:03 |

| 1.           | "This Boy"           | John Lennon, Paul McCartney | John Lennon  | 2:11 |
| 2.           | "Please Mr. Postman" | Brian Holland               | John Lennon  | 2:35 |
| Total längd: | Total längd:         | Total längd:                | Total längd: | 9:33 |